# Ел Кармен, Текруз (Тепатласко де Идалго)
Ел Кармен, Текруз (шп. El Carmen, Tecruz) насеље је у Мексику у савезној држави Пуебла у општини Тепатласко де Идалго. Насеље се налази на надморској висини од 2819 м.

## Становништво
Према подацима из 2010. године у насељу су живела 2 становника.

### Хронологија
| Година       | 2000 | 2005        | 2010 |
| ------------ | ---- | ----------- | ---- |
| Становништво | 7    | 16 (6 / 10) | 2    |

### Попис
| # | Индикатор                     | Вредност |
| - | ----------------------------- | -------- |
| 1 | Укупно домаћинстава           | 3        |
| 2 | Укупно насељених домаћинстава | 1        |
| 3 | Величина локације             | 1        |